# عبدالله‌‌بیگ عاصی
عبدالله‌بیگ عاصی (ترکی آذربایجانی: Abdulla bəy Asi؛ ۱۸۴۱ – ۱۸۷۴) شاعر آذربایجانی بود. وی اشعارش را تحت نام مستعار عاصی می‌سرود.

## زندگی‌نامه
عبدالله‌بیگ عاصی فرزند علی‌بیگ در سال ۱۸۴۱ در شهر شوشی زاده شد. پدربزگش قاسم بیگ ذاکر، شاعر سرشناس اهل قره‌باغ، بود. وی نزد قاسم بیگ ذاکر به بار آمد. قاسم بیگ ذاکر از نوادگان خان‌های قره باغ بود. عبدالله بیگ عاصی تحصیلات دوره ابتدایی را نزد یک ملا محلی گذراند و سپس در مدرسه ای در شوشی به تحصیلاتش ادامه داد. به زبان‌های فارسی، عربی و روسی تسلط کامل داشت. وی زبان جغتایی را به وسیله خواندن آثار علی‌شیر نوایی قراگرفت و مبادرت به سرودن چندین غزل به آن زبان کرد. وی خیلی زود اقدام به سرودن شعر به این سه زبان، یعنی ترکی آذربایجانی، فارسی و چگاتایی کرد.
عبدالله‌بیگ عاصی اشعار خود را با نام مستعار عاصی می‌سرود. او با ادبیات روسی آشنایی داشت. از عبدالله بیگ همچنین در ادبیات آذربایجانی به عنوان تشکیل دهنده و رهبر جامعه شعرای «بیت خموشان» (خانه خاموشان) یاد می‌شود. این جامعه به انجام مکاتبات اصلی با دیگر تشکل شعرا موسوم به «بیت صفا» (خانه شادی) شهرت داشت، که در آن روحانیون و بیک‌ها (اشراف) در قالب شعر به باد سخره گرفته می‌شدند. وی از دوستان نزدیک سید عظیم شیروانی بود.
غزلیات عبدالله‌بیگ عاصی در سبک ادبیات کلاسیک که در آن زمان شکوفایی یافت، محتوای جدیدی برگرفته از آسیا به خود گرفت که در آن‌ها روحانیت و اشخاص تندرو مورد انتقاد قرار می‌گرفتند. بیشتر سروده‌های او از بین رفته‌است، تنها بخش کوچکی از آنها که بیشتر آن‌ها را قصیده و مرسیاس تشکیل می‌دهد، تا به امروز باقی مانده‌است. قطعاتی از اشعار او برای اولین بار در قسمت دوم مجموعه «ادبیات آذربایجان» که ویرایشگر آن فریدون‌بیگ کوچرلیبود، منتشر شد.
عبدالله‌بیگ عاصی در سال ۱۹۷۴ در شهر شوشی زندگی را بدرود گفت.